# 5-й Донской проезд
Пя́тый Донско́й прое́зд (название с 1920 года; 24 октября 1966 года часть проезда была выделена в улицу Орджоникидзе) — проезд в Южном административном округе города Москвы на территории Донского района.

## История
Проезд получил своё название в 1920 году по близости к Донскому монастырю и прилегавшей к нему Донской монастырской слободе. 24 октября 1966 года часть проезда была выделена в улицу Орджоникидзе.
В результате строительства Третьего транспортного кольца квартал, включающий дома 19, 21, 21а, 23 (с корпусами — всего 60 зданий, в том числе детская психиатрическая больница № 6 и жилые дома) по 5-му Донскому проезду и ограниченный с юго-запада Канатчиковским проездом, оказался отделённым от самого проезда.

## Расположение
Пятый Донской проезд проходит от улицы Орджоникидзе на юго-восток, с северо-востока к нему примыкает Второй Верхний Михайловский проезд, Пятый Донской проезд поворачивает на юго-запад, пересекает Верхний Михайловский Поперечный проезд, проходит до Третьего транспортного кольца, поворачивает на северо-запад и проходит параллельно Третьему транспортному кольцу до транспортной развязки с улицей Вавилова. Нумерация домов начинается от улицы Орджоникидзе.

## Общественные здания и сооружения
По нечётной стороне:
- д. 15 — Экспериментальный научно-исследовательский институт металлорежущих станков;
- д. 21а — детская психиатрическая больница № 6.

## Транспорт

### Наземный транспорт
По 5-му Донскому проезду не проходят маршруты наземного общественного транспорта. У южного конца проезда, на Канатчиковском проезде, расположена остановка автобуса 317 «5-й Донской проезд». У северного конца проезда, на улице Орджоникидзе, расположена остановка трамваев 14, 39 «Донской монастырь».

### Метро
- Станция метро «Ленинский проспект» Калужско-Рижской линии — западнее проезда, на пересечении Третьего транспортного кольца с улицей Вавилова и Ленинским проспектом.
- Станция метро «Шаболовская» Калужско-Рижской линии — северо-восточнее проезда, на улице Шаболовке.